# Челябинский городской бор
Челя́бинский городско́й бор — реликтовый сосновый лес в западной части Челябинска. Памятник природы областного значения.

## География
Расположен по правому берегу реки Миасс. Общая протяжённость с северо-востока на юго-запад — около 5,5 километра, средняя ширина — около 2 километров. Общая площадь бора, за вычетом свободных от леса площадей, не более 12 квадратных километров, из них лесной площади — 1138 гектаров, а лесопокрытой — 852 га. Бор возвышается над уровнем реки на 25—40 метров, его самая высокая точка расположена в 60 метрах над уровнем реки Миасс и в 273 метрах над уровнем моря.
Расположен в лесостепной части Зауральской равнины. Эта часть занимает северо-восточную и восточную части Челябинской области и лежит на кристаллическом основании древней платформы, покрытой позднейшими отложениями.

## Флора и фауна
Древостой бора разреженный, обычно одноярусный. Состав: сосна, береза пониклая, береза пушистая (единично), осина и ольха черная. Абсолютно преобладает сосна (менее 91,4 %) В состав древостоя искусственно введены тополь бальзамический, клёны (ясенелистный, остролистный, и татарский), рябина, карагач, лиственница, дуб черешчатый.
Естественное возобновление сосны по окраинам бора затруднено вследствие большой рекреационной перегрузки, а местами из-за вытаптывания всходов и поломки саженцев невозможно.
Растения челябинского городского бора: полынь, паслён, яснотка, сибирский василёк, будяк полевой, козлобородник, льнянка, пастушья сумка, купена лекарственная, майник, одуванчик, подснежник, иван-чай узколистый, вероника, фиалка песчаная, герань луговая, гвоздика травяная, мышиный горошек, гравилат, земляника, костяника, брусника, толокнянка, очиток пурпурный, ветреница лесная, мать-и-мачеха, лютик, смолка липкая, зверобой, песчанка, гипновые мхи, различные виды лишайников и другие виды растений.
Из зверей — заяц-беляк, белка, суслики, лесные и летучие мыши. Из оседлых птиц наиболее часто можно видеть сороку, чёрную ворону, большого пестрого дятла, поползня, большую синицу, полевого воробья, лесного голубя, буроголовую гаичку. Зимой появляются клесты и пищухи, снегири, синицы длиннохвостые и другие. Изредка в бор залетают хищники — орлан-белохвост, малый канюк, ястреб-перепелятник, гнездится в бору болотная сова. Весной первым из певчих птиц, в апреле, появляется зяблик. Он держится в старых высокоствольных участках бора. Позднее можно увидеть обыкновенных овсянок, зеленушек, коноплянок и певчих дроздов. В мае появляются пеночки и горихвостки. В бору можно еще встретить самую маленькую птичку Урала — королька желтоголового, его вес всего 5 граммов — «уральский колибри». Эта птичка держится в участках бора с густым сосновым подростком и кустарником. Многие из птиц гнездятся в бору в дуплах деревьев.

## Роль бора в экосистеме
Бор имеет огромное водоохранное значение. Это так называемый «ленточный водоохранный лесной массив», расположенный по берегу реки Миасс. Обмеление многих рек, в том числе и Миасса, зависит главным образом от уничтожения «ленточных» боров и сокращения их площади в прошлом.
Бор обогащает атмосферу города кислородом и поддерживает уровень содержания в ней диоксида углерода. Кроме того, испаряя в атмосферу влагу, он благотворно влияет на климат, повышая влажность воздуха.
Бор имеет свои микроклиматические особенности: большая влажность воздуха, изменения температурного режима в сторону повышения температур зимой и понижения их летом, ещё более сильное понижение температуры летом в придолинной части бора, значительное испарение, благодаря транспирации влаги растительностью, малое влияние ветров, большее накопление и медленное таяние снега в лесу, чем на открытых пространствах.
Определяя, в известной мере, количество выпадающих осадков, городской бор тем самым определяет и величину годового стока. Сокращение площади леса обусловливает уменьшение испарения и уменьшение осадков, что в свою очередь сказывается на уменьшении величины стока
На территории челябинского городского бора расположены несколько родниковых источников, считающихся целебными, а также две искусственные пещеры, расположенные в старой каменоломне, в северо-западной части бора. Длина их около 3 метров, заложены в розовом крупнозернистом граните.
Граниты бора имеют следующие разности: розовый, крупно- и мелкозернистый, залегающий в северо-западной части бора; светло-серые гранито-порфириты с крупными вкраплениями полевого шпата; и серые, слюдяные, среднезернистые — в южной части бора.

## История
В 1740-х годах бор имел протяженность свыше 12 километров и доходил на юге, на правом берегу, до поселка Сосновского. Теперь от сосен здесь осталось одно лишь название селения. Площадь бора тогда была более 25 квадратных километров.
В начале XX века Челябинский сосновый бор занимал по длине около 9 вёрст (9,6 км), располагаясь вдоль обоих берегов Миасса, ширина бора была более 2 вёрст (2,13 км), то есть площадь его составляла около 18 квадратных вёрст (19,2 квадратных километров).
В 1914 году «в 6 верстах от Челябинска к югу находится экономия „Михайловка“ тов-ства бр. Покровских (современный Митрофановский совхоз), в котором заведено: полеводство, скотоводство, винокуренный завод и лесное хозяйство». Таким образом, бор заходил дальше современного Митрофановского совхоза и имел протяженность свыше 7 километров, а площадь его была около 16 квадратных километров.
К 1940 году площадь бора ещё более сократилась, длина его стала менее 7 километров и не доходила уже на 0,5 километра до Митрофановского совхоза, а площадь бора стала менее 15 квадратных километров. К 1950 году длина его (за счёт расширения на юге бора площади каменного карьера) сократилась до 5,5 километра, а к 1966 году, когда каменный карьер на юге бора «съел» уже почти 12 кварталов, то есть площадь около 3 квадратных километров, длина бора стала только 5 километров (наибольшая), а ширина его убавилась за счет строительства в восточной части бора до 2 километров в среднем. Площадь современного бора стала не более 12 квадратных километров. Левобережная часть бора исчезла уже давно, и от «стройных сосен, упирающихся вершинами в небо» (Крашенинников) не осталось даже пней. А ведь бор левого берега доходил до горы в Заречье. Вот что писал Крашенинников: «В нескольких местах по течению реки ниже посёлка Шершнёвского, берег выражен высоким гранитным обрывом. Здесь стройные сосны высоко поднимают свою колючую крону, далеко оттеняя молодую поросль… Ещё восточнее на обнажениях гранита… молодой сосняк вместе с березой окружает старые сосны…» Теперь здесь нет ни одной сосны.
В трудах «Россия», под редакцией знаменитого географа Петра Семёнова-Тян-Шанского есть краткие сведения о том, что за период с 1736 по 1966 год, то есть, за 230 лет, территория бора сократилась более чем на две трети, и особенно интенсивно это сокращение проходило за последние 20—30 лет, в связи с ростом города и его населения. Из 63 кварталов в 1940 году теперь осталось 49.
При строительстве Шершнёвского водохранилища в 1960-е годы посёлок Митрофановский был затоплен, а площадь бора ещё сильнее сократилась.
26 декабря 2019 года власти Законодательное собрание Челябинской области изменило границы ООПТ «Челябинского городского бора», исключив из границ памятника природы участок площадью 4,2 га для строительства нового хирургического корпуса детской больницы. Взамен присоединили 54 га поймы реки Миасс и урочища Монахи. Часть горожан выступили против изменения границ и вырубки реликтовых сосен для строительства медучреждения, поскольку, по их мнению, власти не представили никаких конкретных обоснований выбора именно этого участка. Истцы — эколог, член бюро партии «Яблоко» Андрей Талевлин и юрист Владимир Казанцев просили суд отменить нормативно-правовой акт в части изъятия 4,2 га под медучреждение. 2 февраля 2021 года Второй апелляционный суд общей юрисдикции в Санкт-Петербурге повторно рассмотрел апелляционную жалобу на решение Челябинского областного суда по иску о границах бора и полностью отменил решение Заксобрания области.